# Ганачевка
Ганачевка (укр. Ганачівка) — село в Перемышлянской городской общине Львовского района Львовской области Украины.
Население по переписи 2001 года составляло 466 человек. Занимает площадь 3,670 км². Почтовый индекс — 81210. Телефонный код — 3263.
Близ села Ганачевка археологическая экспедиция Львовского национального университета имени Ивана Франко обнаружила остатки крупного поселение липицкой культуры II—III веков нашей эры.

## Известные уроженцы и жители
- А. Н. Гопко
- Кузневич, Григорий Никитович (1871—1948) — западно-украинский скульптор, один из самых выдающихся галицких классицистов.